# Euxoa kerrvillei
Euxoa kerrvillei är en fjärilsart som beskrevs av Smith 1900. Euxoa kerrvillei ingår i släktet Euxoa och familjen nattflyn. Inga underarter finns listade i Catalogue of Life.